# زرین جوب (کامیاران)
زرین جوب (کامیاران)، روستایی از توابع بخش مرکزی شهرستان کامیاران در استان کردستان ایران است.

## جمعیت
این روستا در دهستان بیلوار قرار دارد و براساس سرشماری مرکز آمار ایران در سال ۱۳۸۵، جمعیت آن ۲۶۷ نفر (۶۳خانوار) بوده‌است.
در سال ۱۴۰۲ جمعیت این روستا به ۵۰۰ نفر رسیده